# دائرة أولاد سيدي إبراهيم
دائرة ولاد سيدي إبراهيم هي إحدى دوائر ولاية المسيلة الجزائرية.

## البلديات
تضم دائرة أولاد سيدي إبراهيم بلديتين هما:
1. أولاد سيدي إبراهيم
2. بنزوه